# Рязанов, Александр Вячеславович
Алекса́ндр Вячесла́вович Ряза́нов (р. 23 января 1954) — российский гобоист, солист-концертмейстер Московского государственного академического симфонического оркестра и оркестра Ленинградского Малого театра оперы и балета, лауреат Всесоюзного конкурса, заслуженный артист РСФСР (1989).

## Биография
Александр Рязанов окончил Ярославское музыкальное училище имени Л. В. Собинова по классу Д. Левашова в 1973 году. В 1979 году он окончил Ленинградскую консерваторию по классу К. Никончука и в том же году стал лауреатом II премии Всесоюзного конкурса музыкантов-исполнителей. В 1982 году он окончил аспирантуру консерватории.
В 1980 году Александр Рязанов был солистом оркестра Ленинградского Малого театра оперы и балета. В 1981 году он играл в сценическом оркестре театра оперы и балета имени Кирова. Переехав в 1981 году из Ленинграда в Москву, Рязанов стал солистом-концертмейстерм Московского симфонического оркестра под управлением Вероники Дударовой. В 1989 году ему было присвоено звание заслуженный артист РСФСР (1989).

## Награды и звания
- Лауреат II премии Всесоюзного конкурса музыкантов-исполнителей (1979)
- Заслуженный артист РСФСР (1989)